# Arabiska bältet
Det arabiska bältet (arabiska: الحزام العربي, translittererat: ḥizām al-ʿarabī; kurdiska: Kembera Erebî) var ett projekt av den syriska Baath-regeringen för att arabisera den norra delen av al-Hasaka-provinsen. Detta skulle ske genom att förändra befolkningens etniska sammansättning till förmån för araber gentemot landets övriga etniska grupper, i synnerhet kurder.
Projektet innebar att stora markområden beslagtogs av staten och därefter befolkades med araber som hade fördrivits i samband med skapandet av Assadsjön. Programmet genomfördes 1973 och innebar en tvångsdeportering av 140 000 kurder, genom att staten konfiskerade en cirka 290 kilometer lång landremsa. Tusentals arabiska nybyggare från Raqqa fick sedan denna mark för att upprätta bosättningar.

## Historik

### Bakgrund
Fram till början av 1900-talet var Jazira-provinsen ett slags ingenmansland, främst använt som betesmark av nomadiska och halvnomadiska arabiska stammar – särskilt Shammar och Tayy (se karta ritad för Mark Sykes). Under Osmanska rikets sista år började stora kurdisktalande stamgrupper från Anatolien både bosätta sig i och deporteras till områden i norra Syrien. Den största av dessa grupper var den mäktiga Reshwan-stammen, vilken ursprungligen kom från provinsen Adıyaman men så småningom spred sig över stora delar av Anatolien. Även klaner från en annan anatolisk stamkonfederation, Mîlan-stammen som omnämns redan år 1518, slog sig ner i området. Den danske författaren Carsten Niebuhr, som reste genom Arabien och Övre Mesopotamien år 1764, noterade att där fanns fem kurdiska nomadstammar (Dukurie, Kikie, Schechchanie, Mullie och Aschetie) och sex arabiska stammar (Tayy, Kaab, Baggara, Geheish, Diabat och Sherabeh) i trakten kring Mardin. Enligt Niebuhr hade de kurdiska stammarna bosatt sig i närheten av Mardin i nuvarande Turkiet, där de betalade stadens guvernör för rätten att låta sina hjordar beta i Jazira-regionen i Syrien. Dessa kurdiska stammar bosatte sig så småningom i byar och städer, och deras ättlingar bor kvar i regionen än idag.

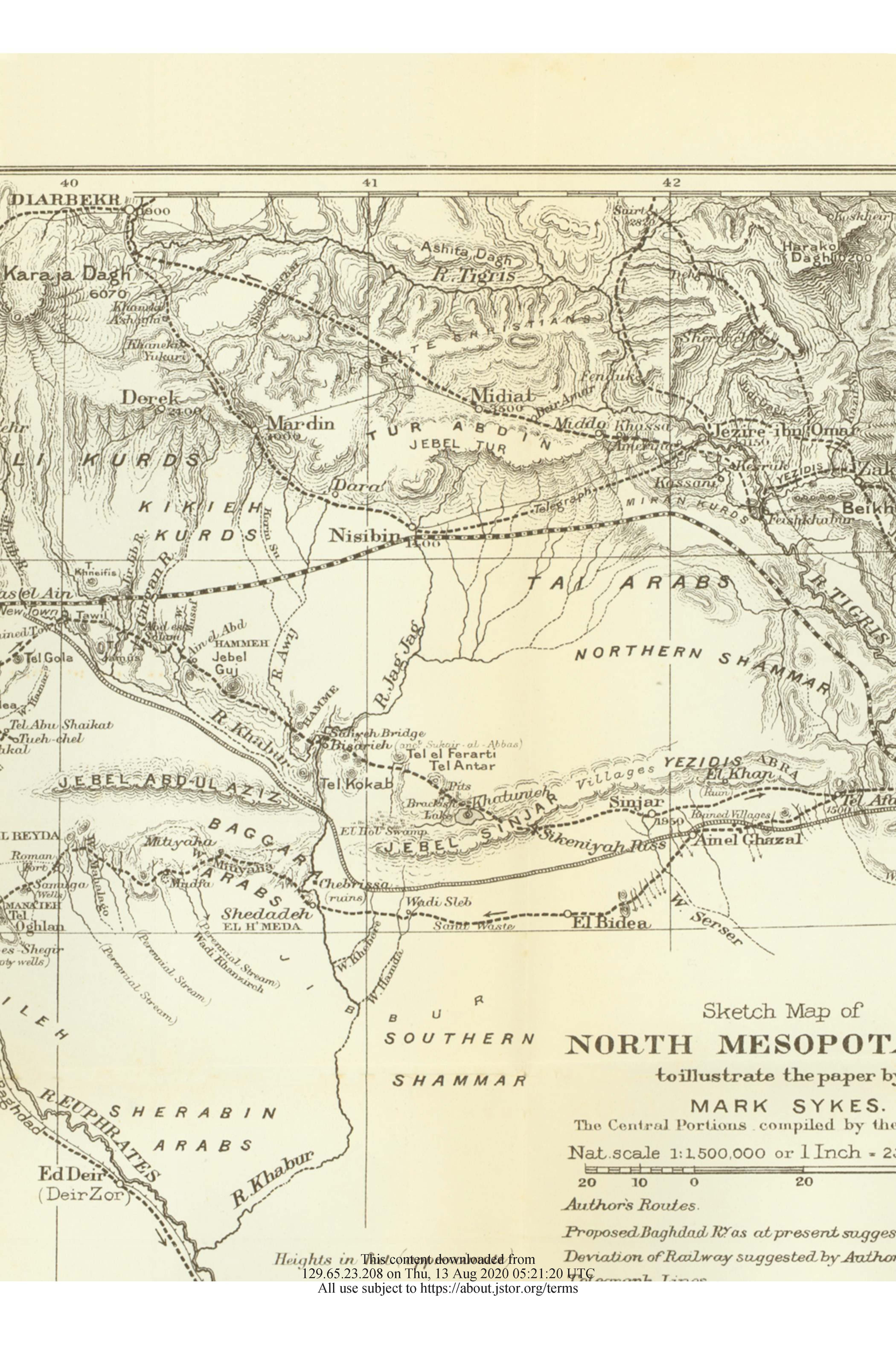
En karta från 1907 ritad för Mark Sykes som visar fördelningen mellan arabiska och kurdiska stammar i övre Mesopotamien (inklusive Jazira-provinsen). Tågspåren skulle utgöra gränsen, med Turkiet på norra sidan och Syrien på den södra.

### Efter första världskriget
Under början av 1900-talet skedde en dramatisk förändring av norra Syriens demografi. Under det Osmanska rikets sista år utfördes etnisk rensning av den armeniska och assyriska kristna befolkningen, och vissa kurdiska stammar deltog i övergreppen. Som en följd av folkmordet flydde många assyrier till Syrien, där de främst bosatte sig i Jazira-regionen. Under första världskriget och åren därefter tvingades tusentals assyrier lämna sina hem i Anatolien efter massakrer.
Samtidigt uppstod stora flyktingvågor bland kurder i Turkiet, som tvingades lämna sina hem på grund av konflikter med de kemalistiska myndigheterna. Många av dessa kurder slog sig ner i Syrien och fick syriskt medborgarskap av de franska mandatmyndigheterna. Under 1920-talet beräknas omkring 20 000 kurder ha bosatt sig i Jazira-provinsen.
En ny stor kurdisk invandringsvåg kom 1926, efter att Sheikh Saids uppror mot Turkiet misslyckats. Tiotusentals kurder flydde återigen över gränsen till Syrien, där de – precis som tidigare – fick uppehållstillstånd och medborgarskap. Vid den här tiden beräknas cirka 25 000 kurder ha tagit sin tillflykt till Syrien. Enligt franska tjänsterapporter fanns det före 1927 som mest 45 kurdiska byar i Jazira, men ytterligare en flyktingvåg anlände 1929.
Mandatmyndigheterna uppmuntrade fortsatt kurdisk immigration, och fram till 1939 hade antalet kurdiska byar ökat till mellan 700 och 800. Fransmännen motsatte sig inte att assyrier, armenier och kurder – av olika skäl – lämnade sina hem och sökte skydd i Syrien. Tvärtom organiserade de ofta själva bosättningen av dessa flyktingar. Ett av de viktigaste projekten genomfördes i övre Jazira i nordöstra Syrien, där nya städer och byar som Qamishli byggdes upp i syfte att ta emot de flyktingar som ansågs vara ”vänligt sinnade”. Detta uppmuntrade icke-turkiska minoriteter, vilka levde under förtryck i Turkiet, att lämna sina förfäders hem och söka tryggare liv i Syrien. Som en följd av detta fick gränsområdena i Hasaka-guvernementet gradvis en kurdisk majoritet, medan araberna förblev majoriteten i floddalarna och övriga områden.
År 1939 rapporterade myndigheter från det franska mandatet för Syrien och Libanon följande statistik över al-Hasaka-provinsens etniska och religiösa grupper:
| Distrikt                                     | Araber | Kurder | Kristna | Armenier | Yazidier | Assyrier |
| -------------------------------------------- | ------ | ------ | ------- | -------- | -------- | -------- |
| Hasaka centrum                               | 7133   | 360    | 5700    | 500      |          |          |
| Tel Tamer                                    |        |        |         |          |          | 8767     |
| Ras al-Ayn                                   | 2283   | 1025   | 2263    |          |          |          |
| Shaddadi                                     | 2610   |        | 6       |          |          |          |
| Tel Brak                                     | 4509   | 905    |         | 200      |          |          |
| Qamishli centrum                             | 7990   | 5892   | 14140   | 3500     | 720      |          |
| Amuda                                        |        | 11260  | 1500    |          | 720      |          |
| Derbasiyeh                                   | 3011   | 7899   | 2382    |          | 425      |          |
| Shager Bazar                                 | 380    | 3810   | 3       |          |          |          |
| Ain Diwar                                    |        | 3608   | 900     |          |          |          |
| Derik (senare omdöpt till al-Malikiyah)      | 44     | 1685   | 1204    |          |          |          |
| Mustafiyya                                   | 344    | 959    | 50      |          |          |          |
| Derouna Agha                                 | 570    | 5097   | 27      |          |          |          |
| Tel Koger (senare omdöpt till Al-Yaarubiyah) | 165    |        |         |          |          |          |

År 1949 uppgick befolkningen i guvernementet till 155 643 personer, varav omkring 60 000 var kurder. Dessa återkommande invandringsvågor ökade andelen kurder i området, som enligt en folkräkning av de franska myndigheterna 1939 utgjorde 37 procent av Jaziras befolkning. År 1953 uppskattade de franska geograferna Fevret och Gibert att kurdiska jordbrukare utgjorde 41 procent (60 000) av Jazira-provinsens totala befolkning (146 000 invånare) och halvnomadiska och nomadiska araber 34 procent (50 000 invånare), medan cirka en fjärdedel var kristna.

#### Folkräkningar åren 1943 och 1953
| Religiös grupp | Religiös grupp                    | Befolkning (1943) | Procentsats (1943) | Befolkning (1953) | Procentsats (1953) |
| -------------- | --------------------------------- | ----------------- | ------------------ | ----------------- | ------------------ |
| Muslimer       | Sunnimuslimer                     | 99 665            | 68,26 %            | 171 058           | 73,70 %            |
| Muslimer       | Andra muslimer                    | 437               | 0,30 %             | 503               | 0,22 %             |
| Kristna        | Syrisk-ortodox och syrisk-katolsk | 31 764            | 21,76 %            | 42 626            | 18,37 %            |
| Kristna        | Armenier                          | 9 788             | 6,70 %             | 12 535            | 5,40 %             |
| Kristna        | Andra kyrkor                      | 944               | 0,65 %             | 1 283             | 0,55 %             |
| Kristna        | Totalt antal kristna              | 42 496            | 29,11 %            | 56 444            | 24,32 %            |
| Judar          | Judar                             | 1 938             | 1,33 %             | 2 350             | 1,01 %             |
| Yazidier       | Yazidier                          | 1 475             | 1,01 %             | 1 749             | 0,75 %             |
| TOTALT         | al-Jazira-provinsen               | 146 001           | 100,0 %            | 232 104           | 100,0 %            |

Bland de sunnimuslimska grupperna – främst kurder och araber – fanns det omkring 1 500 tjerkesser i området år 1938.
Kurdisk invandring till denna del av Syrien bidrog till att befolkningen blev alltmer blandad och mångskiftande. Dessutom deltog kurdiska och armeniska frivilliga sida vid sida med andra etniska och religiösa minoriteter i det franska mandatets armé.

### Efter andra världskriget
År 1945 misstänkte den syriska regeringen att en ny våg av illegala kurdiska migranter hade börjat ta sig in i guvernementet Al-Hasaka. Enligt officiella dokument kom dessa personer antingen ensamma eller i grupp, främst från grannlandet Turkiet och korsade gränsen olagligt längs sträckan från Ra's al-'Ayn till al-Malikiyya.
Många av dessa kurder slog sig sedan gradvis och utan tillstånd ner i regionen, särskilt i större orter längs gränsen som Dirbasiyya, Amuda och Malikiyya. Trots att deras vistelse var illegal lyckades många registrera sig i Syriens folkbokföring och skaffa sig identitetskort, ofta med hjälp av släktingar eller medlemmar ur deras egna stammar.
Syftet var tydligt. Det handlade om att kunna bosätta sig permanent och skaffa mark och egendom, särskilt efter att den socialistiskt präglade jordbruksreformen (lag nummer 161) införts under perioden av den egyptisk-syriska unionsrepubliken (1958–1961). Lagen satte en övre gräns för hur mycket jordbruksmark en person fick äga. Enligt officiell statistik från 1961 ökade befolkningen i Hasaka-guvernementet från 240 000 till 305 000 invånare under perioden 1954 till 1961 – en ökning med 27 procent på bara sju år. Detta kunde inte förklaras enbart med naturlig befolkningstillväxt.

#### Folkräkningen 1962
Den syriska regeringen hävdade att kurder från Turkiet ”illegalt infiltrerade” Jazira-området med avsikt att ”förstöra dess arabiska karaktär”. Den 23 augusti 1962 utfärdade regeringen dekret nr 93, vilken beordrade en extra folkräkning i al-Jazira-provinsen. Enligt detta dekret var alla som inte kunde uppvisa dokument som bevisade att de bott i Syrien före 1940 att betrakta som illegala invandrare – i huvudsak från Turkiet. Som en direkt följd av denna folkräkning – vilken genomfördes den 5 oktober 1962 – berövades 120 000 kurder i provinsen sitt syriska medborgarskap.
Regeringen har i efterhand medgett att misstag begicks under folkräkningen, men man återinförde inte medborgarskapet för de drabbade. Folkräkningen visade att den faktiska befolkningen i området sannolikt låg närmare 340 000 personer. Även om siffran möjligen var något överdriven, anses den vara trovärdig med tanke på omständigheterna.
Före 1914 var Jazira i princip laglöst och glest befolkat, men efter att den franska mandatmakten infört lag och ordning visade sig området vara förvånansvärt bördigt. De flesta jordbrukare i området var kurder, och när jordbruket växte uppstod starka misstankar om ökad migration från Turkiet. I Turkiet hade jordbruket snabbt mekaniserats, vilket från 1950-talet och framåt skapade stor arbetslöshet och omfattande arbetskraftsutvandring. De bördiga men ännu obrukade markerna i norra Jazira lockade många, och den långa gränsen mot Turkiet var omöjlig att effektivt bevaka.
År 1965 beslutade den baathistiska regeringen att skapa ett så kallat arabiskt bälte längs gränsen mellan Syrien och Turkiet. Bältet skulle bli 350 kilometer långt och mellan 10 och 15 kilometer brett, och sträcka sig från den irakiska gränsen i öster till staden Ras al-Ayn i väster.

### Arabiska bosättningar
Efter ytterligare en statskupp inom det syriska Baathpartiet blev Hafez al-Assad Syriens president år 1970. Redan 1965 hade Baathregeringen officiellt godkänt förslagen i den så kallade Hilal-rapporten, men det var först under Assads styre som planerna började förverkligas. År 1973 beordrade han att det så kallade arabbältesprogrammet skulle genomföras. Regeringen gav projektet ett nytt namn: ”Plan för att upprätta modelljordbruk i Jazira-regionen”. När programmet var genomfört hade omkring 140 000 kurder, från totalt 332 byar, fördrivits från sina hem av den syriska staten. Istället bosatte sig tiotusentals araber, främst från Raqqa-provinsen, i de konfiskerade områdena. Projektområdet var ett långsträckt landområde i nordöstra Syrien, nästan 15 kilometer brett och över 375 kilometer långt, och löpte längs gränsen mot Turkiet och Irak.
Femton statliga jordbruk, kallade Pilotprojektets modelljordbruk, byggdes på mark som staten hade exproprierat i ett område kallat barriya (arabiska för ”vildmark”). Det rörde sig om betesmarker och torra odlingsområden. Den mesta marken tillhörde tidigare medlemmar av Hleissat-stammen, en tidigare halvnomadisk arabisk stam som hade bosatt sig nära Raqqa på 1940-talet. Varje statligt jordbruk fungerade som en modellby, där lantarbetarna fick lön och styrdes av ett ”produktionsråd”.
I dessa byar skulle man förlägga 4 000 arabiska familjer, vilka omplacerades då deras tidigare hem skulle läggas under vatten i samband med Tabqa-dammens färdigställande och vattenfyllandet av Assadsjön.  Araberna beväpnades och fördelades mellan över 50 så kallade modelljordbruk i Jazira-regionen och norr om Raqqa. Av dessa byggdes tolv kring Qamishli och Al-Malakiyah och sexton kring Ra's al.'Ayn.
I samband med detta ersattes alla kurdiska ortnamn i området med arabiska namn, ofta utan någon koppling till regionens historia eller traditioner. De arabiska nybyggarna kallades ”maghmurin” (arabiska: مغمورين, maġmūrīn), vilket betyder ”översvämmade” – en referens till att de hade förlorat sina tidigare hem i samband med dammbygget. Kampanjen för att skapa dessa modelljordbruk avslutades gradvis år 1976 under Hafez al-Assads styre. De kurder som hade fördrivits från området tilläts dock aldrig återvända.